# EMD SD60シリーズディーゼル機関車
EMD SD60は、アメリカのGM-EMDが製造した6動軸（C-C）、出力3,800馬力（2,800kW）の電気式ディーゼル機関車である。製造は1984年から1995年まで行われ、総数はバリエーションを含めて1,140両を数える。

## 解説
SD50とSD60は、競合会社のゼネラル・エレクトリックが開発した3,600馬力のディーゼル機関車、Dash 7のB36-7とC36-7の成功を受け、競合機種として1970年代終盤から1980年代前半にかけて開発された。
1980年に登場したSD50は機器類の信頼性が低く、50シリーズに特徴的な電装品や制御装置の複雑さもあり、セールス的には早々に「失敗作」とされた。程なくして、EMDはSD50の問題点を改善したSD60の開発を開始した。
SD60の外観はSD50の初期車と概ね同一ながら、新たなV型16気筒の710-G3型ディーゼルエンジンとAR-11型交流発電機を採用し、マイクロプロセッサーにより空転と軸重移動を制御する装置を搭載した。機器類の信頼性向上を図り燃費も向上させたものの、一度初期のSD50が落とした機械部品・電装品の信頼の回復には至らなかった。GM-EMDは、3両のSD60で4両のSD40-2を置き換えることができると主張した。

## 車種一覧
下記のバリエーションが存在する。

### SD60
原型車種。SD40-2等の40シリーズから続くフード・ユニットの形状を採用している。537両製造。

### SD60F
通常はフード・ユニット形状であるが、カナディアン・ナショナル鉄道用に、カウル・ユニット形状とし、前面窓を4分割にしたもの。60両製造。

### SD60I

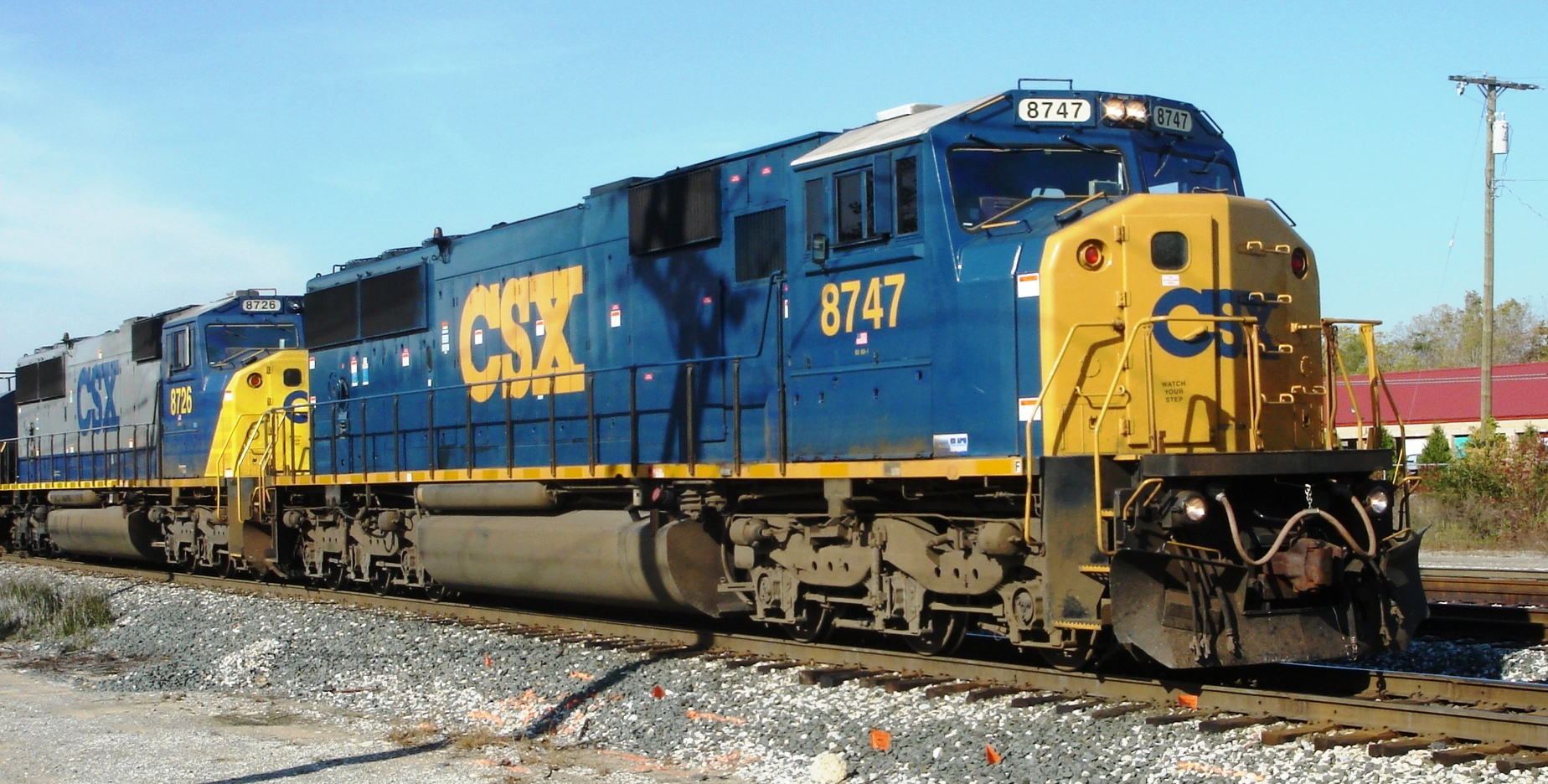
SD60I。ショート・フードの幅が車幅いっぱいまで広がっている。またウィスパー・キャブの特徴として運転台を独立させるために、ショート・フードを輪切りにするようにガスケットが見える

ショート・フードの幅を車幅いっぱいに広げ、運転台をウィスパー・キャブとしたもの。ゴムのガスケットを使用することにより、運転台を騒音や振動から遠ざけることができる。同様の運転台は後のSD70I、SD80MAC、SD90MACにも採用された。コンレールのみが発注し、現在はノーフォーク・サザン鉄道とCSXトランスポーテーションが所有する。81両製造。

### SD60M

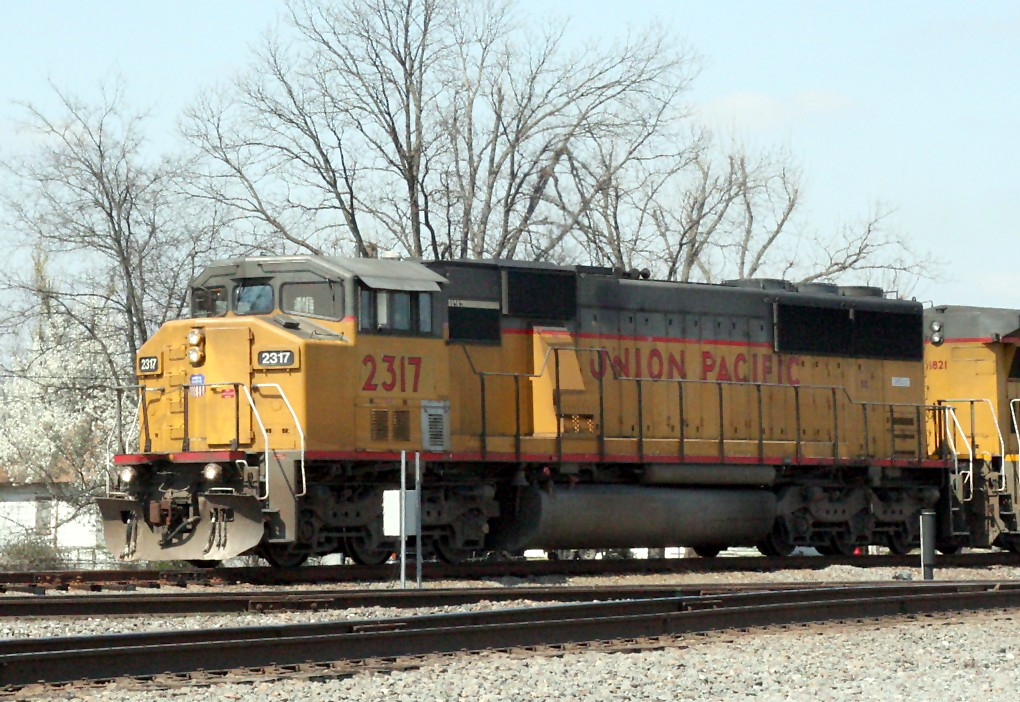
SD60Mの初期型車。特徴的な前面3枚窓がよくわかる。

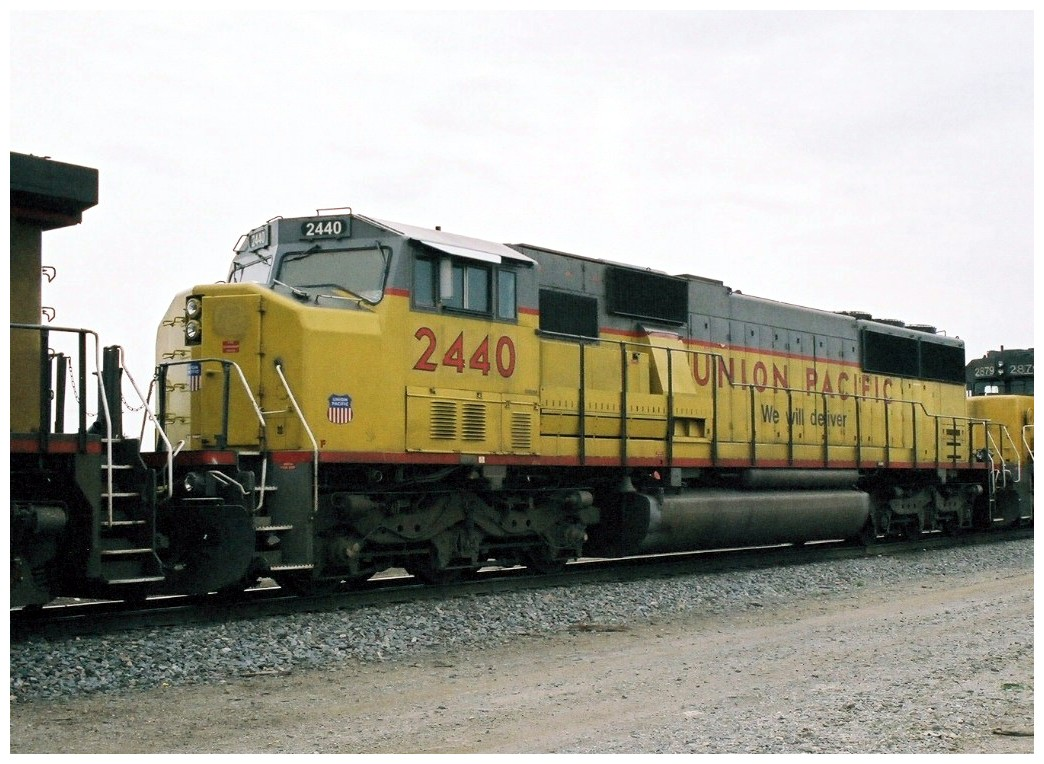
SD60Mの後期型車。前面窓は2枚ガラスになった。

ユニオン・パシフィック鉄道が北米セーフティ・キャブとして発注したもの。ショート・フードの幅は車幅いっぱいである。初期に製造された車両は前面窓が3分割とされ、「トリクロップス」(三ツ目)と愛称づけられた。後期に製造された車両はティアドロップ形の2枚窓となり、ショート・フードが若干短くなった。459両製造。

### SD60MAC
SD60Mの主電動機を交流モーターとしたものである。4両の試作機がバーリントン・ノーザン鉄道で試用され、GM-EMDの交流発電機・交流主電動機というシステムの可能性が証明されたが、続く受注はすべてSD70MACであった。4両製造。

## 新製時の所有者
| 鉄道名                                     | 両数 | 車両番号        | 備考                                                                               |
| SD60                                       | SD60 | SD60            | SD60                                                                               |
| ------------------------------------------ | ---- | --------------- | ---------------------------------------------------------------------------------- |
| バーリントン・ノーザン鉄道(BN)             | 3    | 8300-8302       | GM-EMDのデモ車だが、BNの塗装であった。現在はCSXトランスポーテーション(CSXT)。      |
| シカゴ・アンド・ノースウェスタン鉄道(C&NW) | 55   | 8001-8055       | スー・ライン鉄道(SOO)仕様。SOOが財政的に購入できなくなったため、C&NWが購入。       |
| コンレール(CR)                             | 25   | 6843-6867       |                                                                                    |
| CSXトランスポーテーション                  | 10   | 8700-8709       |                                                                                    |
| EMDX(GM-EMDのリース会社)                   | 4    | 1-4             | デモ車の1,2,4はCRの6840-6842に。3はEMD 9041の代わりにBNSF鉄道にリース。            |
| カンザス・シティ・サザン鉄道(KCS)          | 46   | 714-759         |                                                                                    |
| ノーフォーク・サザン鉄道                   | 151  | 6550-6700       |                                                                                    |
| オークウェイ                               | 100  | 9000-9099       | BN(現BNSF)にリース。                                                               |
| スー・ライン鉄道(SOO)                      | 58   | 6000-6057       | SOO 6000-6020はリース業者・キャピタル・ファイナンスに返却。                        |
| ユニオン・パシフィック鉄道(UP)             | 85   | 6000-6084       | UP 2155-2239に改番。UP 6014は事故廃車。                                            |
| SD60F                                      |      |                 |                                                                                    |
| カナディアン・ナショナル鉄道(CN)           | 60   | 5500-5563       | 9900-9903はSD60Fの先行量産車。当初はSD50AFとされていた。                           |
| SD60I                                      |      |                 |                                                                                    |
| コンレール                                 | 81   | 5544, 5575-5653 |                                                                                    |
| SD60M                                      |      |                 |                                                                                    |
| バーリントン・ノーザン鉄道                 | 100  | 1991, 9200-9298 | BNSF9200-9299に改番。のち、2007年終盤から2008年はじめにかけてBNSF8100-8199に改番。 |
| コンレール                                 | 74   | 5500-5574       |                                                                                    |
| スー・ライン鉄道                           | 5    | 6058-6062       |                                                                                    |
| ユニオン・パシフィック鉄道                 | 281  | 6085-6365       | 2240-2399に改番。例外は6106, 6143, 6164, 6244で、事故廃車。                        |